# 1391
Portal Geschichte | Portal Biografien | Aktuelle Ereignisse | Jahreskalender | Tagesartikel

◄ |
13. Jahrhundert |
14. Jahrhundert
| 15. Jahrhundert | ►

◄ |
1360er |
1370er |
1380er |
1390er
| 1400er | 1410er | 1420er | ►

◄◄ |
◄ |
1387 |
1388 |
1389 |
1390 |
1391
| 1392 | 1393 | 1394 | 1395 | ► | ►►
Staatsoberhäupter  · Nekrolog
| Januar | Januar | Januar | Januar | Januar | Januar | Januar | Januar |
| Kw     | Mo     | Di     | Mi     | Do     | Fr     | Sa     | So     |
| ------ | ------ | ------ | ------ | ------ | ------ | ------ | ------ |
| 52     |        |        |        |        |        |        | 1      |
| 1      | 2      | 3      | 4      | 5      | 6      | 7      | 8      |
| 2      | 9      | 10     | 11     | 12     | 13     | 14     | 15     |
| 3      | 16     | 17     | 18     | 19     | 20     | 21     | 22     |
| 4      | 23     | 24     | 25     | 26     | 27     | 28     | 29     |
| 5      | 30     | 31     |        |        |        |        |        |

| Februar | Februar | Februar | Februar | Februar | Februar | Februar | Februar |
| Kw      | Mo      | Di      | Mi      | Do      | Fr      | Sa      | So      |
| ------- | ------- | ------- | ------- | ------- | ------- | ------- | ------- |
| 5       |         |         | 1       | 2       | 3       | 4       | 5       |
| 6       | 6       | 7       | 8       | 9       | 10      | 11      | 12      |
| 7       | 13      | 14      | 15      | 16      | 17      | 18      | 19      |
| 8       | 20      | 21      | 22      | 23      | 24      | 25      | 26      |
| 9       | 27      | 28      |         |         |         |         |         |

| März | März | März | März | März | März | März | März |
| Kw   | Mo   | Di   | Mi   | Do   | Fr   | Sa   | So   |
| ---- | ---- | ---- | ---- | ---- | ---- | ---- | ---- |
| 9    |      |      | 1    | 2    | 3    | 4    | 5    |
| 10   | 6    | 7    | 8    | 9    | 10   | 11   | 12   |
| 11   | 13   | 14   | 15   | 16   | 17   | 18   | 19   |
| 12   | 20   | 21   | 22   | 23   | 24   | 25   | 26   |
| 13   | 27   | 28   | 29   | 30   | 31   |      |      |

| April | April | April | April | April | April | April | April |
| Kw    | Mo    | Di    | Mi    | Do    | Fr    | Sa    | So    |
| ----- | ----- | ----- | ----- | ----- | ----- | ----- | ----- |
| 13    |       |       |       |       |       | 1     | 2     |
| 14    | 3     | 4     | 5     | 6     | 7     | 8     | 9     |
| 15    | 10    | 11    | 12    | 13    | 14    | 15    | 16    |
| 16    | 17    | 18    | 19    | 20    | 21    | 22    | 23    |
| 17    | 24    | 25    | 26    | 27    | 28    | 29    | 30    |

| Mai | Mai | Mai | Mai | Mai | Mai | Mai | Mai |
| Kw  | Mo  | Di  | Mi  | Do  | Fr  | Sa  | So  |
| --- | --- | --- | --- | --- | --- | --- | --- |
| 18  | 1   | 2   | 3   | 4   | 5   | 6   | 7   |
| 19  | 8   | 9   | 10  | 11  | 12  | 13  | 14  |
| 20  | 15  | 16  | 17  | 18  | 19  | 20  | 21  |
| 21  | 22  | 23  | 24  | 25  | 26  | 27  | 28  |
| 22  | 29  | 30  | 31  |     |     |     |     |

| Juni | Juni | Juni | Juni | Juni | Juni | Juni | Juni |
| Kw   | Mo   | Di   | Mi   | Do   | Fr   | Sa   | So   |
| ---- | ---- | ---- | ---- | ---- | ---- | ---- | ---- |
| 22   |      |      |      | 1    | 2    | 3    | 4    |
| 23   | 5    | 6    | 7    | 8    | 9    | 10   | 11   |
| 24   | 12   | 13   | 14   | 15   | 16   | 17   | 18   |
| 25   | 19   | 20   | 21   | 22   | 23   | 24   | 25   |
| 26   | 26   | 27   | 28   | 29   | 30   |      |      |

| Juli | Juli | Juli | Juli | Juli | Juli | Juli | Juli |
| Kw   | Mo   | Di   | Mi   | Do   | Fr   | Sa   | So   |
| ---- | ---- | ---- | ---- | ---- | ---- | ---- | ---- |
| 26   |      |      |      |      |      | 1    | 2    |
| 27   | 3    | 4    | 5    | 6    | 7    | 8    | 9    |
| 28   | 10   | 11   | 12   | 13   | 14   | 15   | 16   |
| 29   | 17   | 18   | 19   | 20   | 21   | 22   | 23   |
| 30   | 24   | 25   | 26   | 27   | 28   | 29   | 30   |
| 31   | 31   |      |      |      |      |      |      |

| August | August | August | August | August | August | August | August |
| Kw     | Mo     | Di     | Mi     | Do     | Fr     | Sa     | So     |
| ------ | ------ | ------ | ------ | ------ | ------ | ------ | ------ |
| 31     |        | 1      | 2      | 3      | 4      | 5      | 6      |
| 32     | 7      | 8      | 9      | 10     | 11     | 12     | 13     |
| 33     | 14     | 15     | 16     | 17     | 18     | 19     | 20     |
| 34     | 21     | 22     | 23     | 24     | 25     | 26     | 27     |
| 35     | 28     | 29     | 30     | 31     |        |        |        |

| September | September | September | September | September | September | September | September |
| Kw        | Mo        | Di        | Mi        | Do        | Fr        | Sa        | So        |
| --------- | --------- | --------- | --------- | --------- | --------- | --------- | --------- |
| 35        |           |           |           |           | 1         | 2         | 3         |
| 36        | 4         | 5         | 6         | 7         | 8         | 9         | 10        |
| 37        | 11        | 12        | 13        | 14        | 15        | 16        | 17        |
| 38        | 18        | 19        | 20        | 21        | 22        | 23        | 24        |
| 39        | 25        | 26        | 27        | 28        | 29        | 30        |           |

| Oktober | Oktober | Oktober | Oktober | Oktober | Oktober | Oktober | Oktober |
| Kw      | Mo      | Di      | Mi      | Do      | Fr      | Sa      | So      |
| ------- | ------- | ------- | ------- | ------- | ------- | ------- | ------- |
| 39      |         |         |         |         |         |         | 1       |
| 40      | 2       | 3       | 4       | 5       | 6       | 7       | 8       |
| 41      | 9       | 10      | 11      | 12      | 13      | 14      | 15      |
| 42      | 16      | 17      | 18      | 19      | 20      | 21      | 22      |
| 43      | 23      | 24      | 25      | 26      | 27      | 28      | 29      |
| 44      | 30      | 31      |         |         |         |         |         |

| November | November | November | November | November | November | November | November |
| Kw       | Mo       | Di       | Mi       | Do       | Fr       | Sa       | So       |
| -------- | -------- | -------- | -------- | -------- | -------- | -------- | -------- |
| 44       |          |          | 1        | 2        | 3        | 4        | 5        |
| 45       | 6        | 7        | 8        | 9        | 10       | 11       | 12       |
| 46       | 13       | 14       | 15       | 16       | 17       | 18       | 19       |
| 47       | 20       | 21       | 22       | 23       | 24       | 25       | 26       |
| 48       | 27       | 28       | 29       | 30       |          |          |          |

| Dezember | Dezember | Dezember | Dezember | Dezember | Dezember | Dezember | Dezember |
| Kw       | Mo       | Di       | Mi       | Do       | Fr       | Sa       | So       |
| -------- | -------- | -------- | -------- | -------- | -------- | -------- | -------- |
| 48       |          |          |          |          | 1        | 2        | 3        |
| 49       | 4        | 5        | 6        | 7        | 8        | 9        | 10       |
| 50       | 11       | 12       | 13       | 14       | 15       | 16       | 17       |
| 51       | 18       | 19       | 20       | 21       | 22       | 23       | 24       |
| 52       | 25       | 26       | 27       | 28       | 29       | 30       | 31       |

| Januar | Januar | Januar | Januar | Januar | Januar | Januar | Januar |
| Kw     | Mo     | Di     | Mi     | Do     | Fr     | Sa     | So     |
| ------ | ------ | ------ | ------ | ------ | ------ | ------ | ------ |
| 52     |        |        |        |        |        |        | 1      |
| 1      | 2      | 3      | 4      | 5      | 6      | 7      | 8      |
| 2      | 9      | 10     | 11     | 12     | 13     | 14     | 15     |
| 3      | 16     | 17     | 18     | 19     | 20     | 21     | 22     |
| 4      | 23     | 24     | 25     | 26     | 27     | 28     | 29     |
| 5      | 30     | 31     |        |        |        |        |        |

| Februar | Februar | Februar | Februar | Februar | Februar | Februar | Februar |
| Kw      | Mo      | Di      | Mi      | Do      | Fr      | Sa      | So      |
| ------- | ------- | ------- | ------- | ------- | ------- | ------- | ------- |
| 5       |         |         | 1       | 2       | 3       | 4       | 5       |
| 6       | 6       | 7       | 8       | 9       | 10      | 11      | 12      |
| 7       | 13      | 14      | 15      | 16      | 17      | 18      | 19      |
| 8       | 20      | 21      | 22      | 23      | 24      | 25      | 26      |
| 9       | 27      | 28      |         |         |         |         |         |

| März | März | März | März | März | März | März | März |
| Kw   | Mo   | Di   | Mi   | Do   | Fr   | Sa   | So   |
| ---- | ---- | ---- | ---- | ---- | ---- | ---- | ---- |
| 9    |      |      | 1    | 2    | 3    | 4    | 5    |
| 10   | 6    | 7    | 8    | 9    | 10   | 11   | 12   |
| 11   | 13   | 14   | 15   | 16   | 17   | 18   | 19   |
| 12   | 20   | 21   | 22   | 23   | 24   | 25   | 26   |
| 13   | 27   | 28   | 29   | 30   | 31   |      |      |

| April | April | April | April | April | April | April | April |
| Kw    | Mo    | Di    | Mi    | Do    | Fr    | Sa    | So    |
| ----- | ----- | ----- | ----- | ----- | ----- | ----- | ----- |
| 13    |       |       |       |       |       | 1     | 2     |
| 14    | 3     | 4     | 5     | 6     | 7     | 8     | 9     |
| 15    | 10    | 11    | 12    | 13    | 14    | 15    | 16    |
| 16    | 17    | 18    | 19    | 20    | 21    | 22    | 23    |
| 17    | 24    | 25    | 26    | 27    | 28    | 29    | 30    |

| Mai | Mai | Mai | Mai | Mai | Mai | Mai | Mai |
| Kw  | Mo  | Di  | Mi  | Do  | Fr  | Sa  | So  |
| --- | --- | --- | --- | --- | --- | --- | --- |
| 18  | 1   | 2   | 3   | 4   | 5   | 6   | 7   |
| 19  | 8   | 9   | 10  | 11  | 12  | 13  | 14  |
| 20  | 15  | 16  | 17  | 18  | 19  | 20  | 21  |
| 21  | 22  | 23  | 24  | 25  | 26  | 27  | 28  |
| 22  | 29  | 30  | 31  |     |     |     |     |

| Juni | Juni | Juni | Juni | Juni | Juni | Juni | Juni |
| Kw   | Mo   | Di   | Mi   | Do   | Fr   | Sa   | So   |
| ---- | ---- | ---- | ---- | ---- | ---- | ---- | ---- |
| 22   |      |      |      | 1    | 2    | 3    | 4    |
| 23   | 5    | 6    | 7    | 8    | 9    | 10   | 11   |
| 24   | 12   | 13   | 14   | 15   | 16   | 17   | 18   |
| 25   | 19   | 20   | 21   | 22   | 23   | 24   | 25   |
| 26   | 26   | 27   | 28   | 29   | 30   |      |      |

| Juli | Juli | Juli | Juli | Juli | Juli | Juli | Juli |
| Kw   | Mo   | Di   | Mi   | Do   | Fr   | Sa   | So   |
| ---- | ---- | ---- | ---- | ---- | ---- | ---- | ---- |
| 26   |      |      |      |      |      | 1    | 2    |
| 27   | 3    | 4    | 5    | 6    | 7    | 8    | 9    |
| 28   | 10   | 11   | 12   | 13   | 14   | 15   | 16   |
| 29   | 17   | 18   | 19   | 20   | 21   | 22   | 23   |
| 30   | 24   | 25   | 26   | 27   | 28   | 29   | 30   |
| 31   | 31   |      |      |      |      |      |      |

| August | August | August | August | August | August | August | August |
| Kw     | Mo     | Di     | Mi     | Do     | Fr     | Sa     | So     |
| ------ | ------ | ------ | ------ | ------ | ------ | ------ | ------ |
| 31     |        | 1      | 2      | 3      | 4      | 5      | 6      |
| 32     | 7      | 8      | 9      | 10     | 11     | 12     | 13     |
| 33     | 14     | 15     | 16     | 17     | 18     | 19     | 20     |
| 34     | 21     | 22     | 23     | 24     | 25     | 26     | 27     |
| 35     | 28     | 29     | 30     | 31     |        |        |        |

| September | September | September | September | September | September | September | September |
| Kw        | Mo        | Di        | Mi        | Do        | Fr        | Sa        | So        |
| --------- | --------- | --------- | --------- | --------- | --------- | --------- | --------- |
| 35        |           |           |           |           | 1         | 2         | 3         |
| 36        | 4         | 5         | 6         | 7         | 8         | 9         | 10        |
| 37        | 11        | 12        | 13        | 14        | 15        | 16        | 17        |
| 38        | 18        | 19        | 20        | 21        | 22        | 23        | 24        |
| 39        | 25        | 26        | 27        | 28        | 29        | 30        |           |

| Oktober | Oktober | Oktober | Oktober | Oktober | Oktober | Oktober | Oktober |
| Kw      | Mo      | Di      | Mi      | Do      | Fr      | Sa      | So      |
| ------- | ------- | ------- | ------- | ------- | ------- | ------- | ------- |
| 39      |         |         |         |         |         |         | 1       |
| 40      | 2       | 3       | 4       | 5       | 6       | 7       | 8       |
| 41      | 9       | 10      | 11      | 12      | 13      | 14      | 15      |
| 42      | 16      | 17      | 18      | 19      | 20      | 21      | 22      |
| 43      | 23      | 24      | 25      | 26      | 27      | 28      | 29      |
| 44      | 30      | 31      |         |         |         |         |         |

| November | November | November | November | November | November | November | November |
| Kw       | Mo       | Di       | Mi       | Do       | Fr       | Sa       | So       |
| -------- | -------- | -------- | -------- | -------- | -------- | -------- | -------- |
| 44       |          |          | 1        | 2        | 3        | 4        | 5        |
| 45       | 6        | 7        | 8        | 9        | 10       | 11       | 12       |
| 46       | 13       | 14       | 15       | 16       | 17       | 18       | 19       |
| 47       | 20       | 21       | 22       | 23       | 24       | 25       | 26       |
| 48       | 27       | 28       | 29       | 30       |          |          |          |

| Dezember | Dezember | Dezember | Dezember | Dezember | Dezember | Dezember | Dezember |
| Kw       | Mo       | Di       | Mi       | Do       | Fr       | Sa       | So       |
| -------- | -------- | -------- | -------- | -------- | -------- | -------- | -------- |
| 48       |          |          |          |          | 1        | 2        | 3        |
| 49       | 4        | 5        | 6        | 7        | 8        | 9        | 10       |
| 50       | 11       | 12       | 13       | 14       | 15       | 16       | 17       |
| 51       | 18       | 19       | 20       | 21       | 22       | 23       | 24       |
| 52       | 25       | 26       | 27       | 28       | 29       | 30       | 31       |

## Ereignisse

### Politik und Weltgeschehen

#### Westeuropa
- 16. Januar: Muhammad V., Emir von Granada aus der Dynastie der Nasriden, stirbt. Nachfolger wird sein Sohn Yusuf II. Um zu verhindern, dass ihm der Thron streitig gemacht wird, lässt dieser bei seiner Thronbesteigung seine drei Brüder verhaften und ermorden. Seine kurze Herrschaft ist geprägt von der Abhängigkeit von den Meriniden.
- Unter dem Einfluss der antisemitischen Hasspredigten des Archidiakons Ferran Martinez kommt es ab dem 6. Juni in Sevilla zu Pogromen gegen Sephardim und sogenannte „Marranen“ (Zum Christentum konvertierte Juden), die sich schon bald auf die gesamte iberische Halbinsel und die Balearen ausweiten. Unzählige Judenviertel werden geplündert und zerstört, tausende Juden getötet und zehntausende zur christlichen Taufe gezwungen. Es handelt sich wohl um die größten antijüdischen Ausschreitungen des ganzen Mittelalters. Es ist ein Schlag, von dem sich das spanische Judentum nie mehr ganz erholen wird.
- 1. November: Amadeus VIII. folgt seinem verstorbenen Vater Amadeus VII. als Graf von Savoyen.

#### Heiliges Römisches Reich
- 6. April: Antoniotto Adorno wird zum dritten Mal Doge von Genua. Er vermittelt einen für den ghibellinischen Herzog Gian Galeazzo Visconti von Mailand sehr günstigen Frieden mit dessen feindlichen Mächten Florenz, Bologna und Venedig, wodurch er die Gunst des Herzogs gewinnt. Einflussreiche genuesische Familien sind ihm jedoch feindlich gesinnt.
- Mit dem Tod des unverheirateten und kinderlosen Rudolf VII. fällt die gesamte Markgrafschaft Baden wieder an seinen Bruder Bernhard I.

#### Osteuropa und Kleinasien
- 16. Februar: Manuel II. wird nach dem Tod seines Vaters Johannes V. Kaiser des Byzantinischen Reichs. Er ist zu diesem Zeitpunkt als Regent von Thessaloniki dem Osmanischen Reich zur Heerfolge verpflichtet und muss aus dem osmanischen Lager fliehen.
- 10. März: Der bosnische König Tvrtko I. stirbt. Da sein Sohn Tvrtko II. noch minderjährig ist, folgt ihm sein Neffe Stjepan Dabiša auf den Thron.

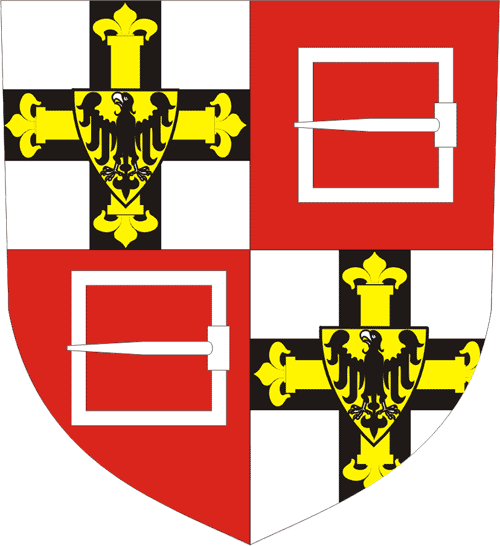
Hochmeisterwappen Konrads von Wallenrode

- 12. März: Wegen großen internen Widerstands wird Konrad von Wallenrode erst mehr als ein halbes Jahr nach dem Tod seines Vorgängers Konrad Zöllner von Rotenstein zum Hochmeister des Deutschen Ordens gewählt.

#### Asien
- 18. bis 21. Juni: In seinem zweiten Feldzug gegen Toktamisch, den die Goldene Horde anführenden Rivalen um die Macht, besiegt der Mongolenherrscher Timur mit seinen Einheiten nahe dem Fluss Kondurtscha die Streitmacht des Nachfahren Dschingis Khans.

#### Mesoamerika
- Huitzilíhuitl wird nach dem Tod von Acamapichtli Herrscher von Tenochtitlán. Unter seiner Herrschaft wird die militärische Position der Azteken gestärkt.

### Wirtschaft
- Sächsische Münzgeschichte#Groschenzeit: Unter Landgraf Balthasar von Thüringen wird die Münzstätte Sangerhausen eröffnet.

### Wissenschaft und Technik
- 4. März: Die Universität Ferrara wird aufgrund eines von Papst Bonifatius IX. erteilten Privilegs eröffnet.

### Kultur

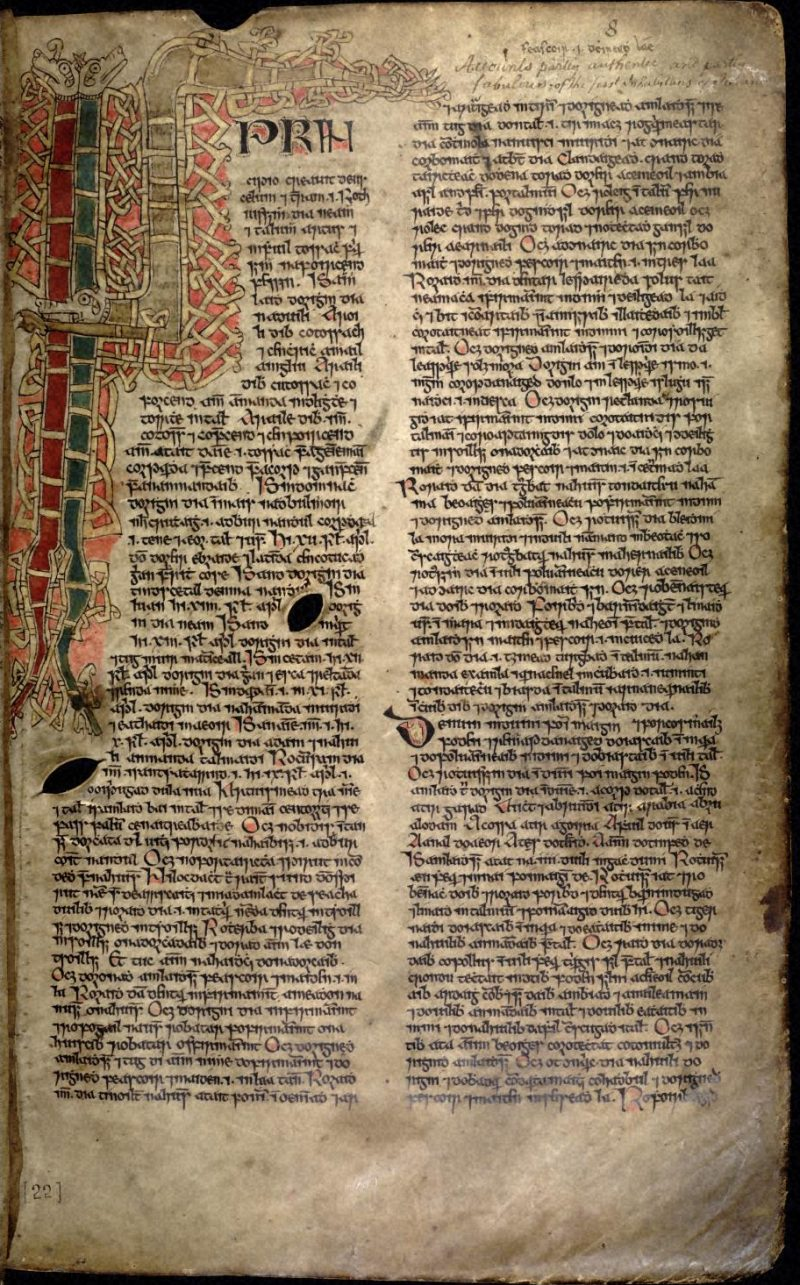
Seite aus dem Book of Ballymote

- 1390/1391: Das irische Book of Ballymote, eine mittelalterliche Zusammenstellung historischer, hagiografischer und anderer literarischer Texte, wird verfasst.
- 12. August: Die Statuten der Maler- und Bildhauergilde Communauté des maîtres peintres et sculpteurs de Paris werden bestätigt.

### Gesellschaft
- 30. April: Die Wasserburg Haus Langendonk in Geldern wird erstmals urkundlich erwähnt.

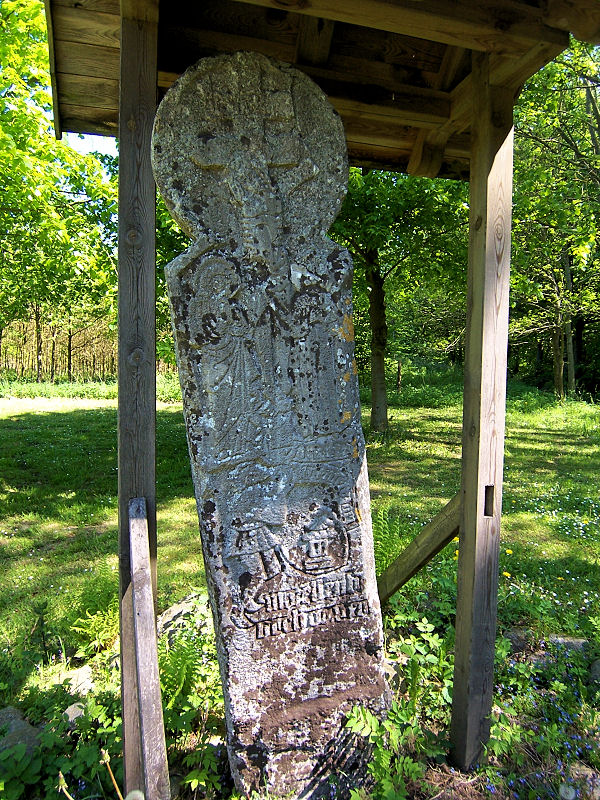
Denkstein für Ludeke Mozellenburch

- 22. Juni: Der Wismarer Bürger Ludeke Mozellenburch wird bei Grevesmühlen ermordet. Ein Sühnestein erinnert am Ort des Geschehens an die Tat.
- 29. September: Der Ritterbund der Bengler wird gegründet.

### Religion
- Imer von Ramstein tritt als Fürstbischof von Basel zurück und zieht sich auf sein Amt als Domkanoniker zurück. Papst Bonifatius IX. bestätigt am 13. Oktober Imers Rücktritt und ernennt Friedrich von Blankenheim zum neuen Fürstbischof.
- 1391 beginnt die großangelegte Ketzerverfolgung im deutschen Sprachraum unter Petrus Zwicker.

## Geboren

### Geburtsdatum gesichert
- 31. Oktober: Eduard I., König von Portugal († 1438)
- 6. November: Edmund Mortimer, englischer Adeliger († 1425)

### Genaues Geburtsdatum unbekannt
- Gendün Drub, buddhistischer Mönch aus Tibet, Begründer und Abt im Kloster Trashilhünpo, posthum zum ersten Dalai Lama erklärt († 1475)
- Georg Gmünder, Bürgermeister von St. Gallen (Schweiz) († 1478)
- Ludwig von Luxemburg, Bischof von Thérouanne und Ely, Erzbischof von Rouen und Kanzler von Frankreich († 1443)

## Gestorben

### Erstes Halbjahr
- 15. Januar: Muhammad V., Emir von Granada (* 1338)
- 16. Februar: Johannes V. Palaiologos, Kaiser des Byzantinischen Reichs (* 1332)
- 8. März: Lazarus von Murom, griechisch-orthodoxer Missionar in Karelien/Nordrussland, Heiliger der Russisch-Orthodoxen Kirche (* 1286)
- 10. März: Tvrtko I., König von Bosnien (* 1338)
- 17. März: Uljana von Twer, Großfürstin von Litauen (* um 1325)
- 6. April: Heinrich von Eschenz, Abt im Kloster St. Blasien
- 14. Mai: Ludwig de Foro, Titularbischof von Phocaea sowie Weihbischof in den Bistümern Verden, Minden, Münster und Schwerin

### Zweites Halbjahr
- 15. Juli: Louis III. de Châtillon, Graf von Dunois und Herr vom Romorantin
- 15. Juli: Gérard de Montaigu der Ältere, Berater und Sekretär des französischen Königs Karl V.
- 22. Juli: Nicholas Audley, englischer Adeliger (* um 1328)
- 25. Juli: Jean III., Graf von Armagnac und Rodez (* um 1359)
- 1. August: Gaston III., Graf von Foix, Vizegraf von Béarn, Marsan und Lautrec sowie Co-Herr von Andorra (* 1331)
- 7. August: Ocko I. tom Brok, Häuptling des Brokmer- und des Auricherlands in Ostfriesland (* um 1345)
- 1. September: Everhard von Vechtorp, Dompropst im Bistum Münster
- 3. September: Heinrich van der Linden, Schöffe und Bürgermeister der Reichsstadt Aachen
- 8. September: Erik von Winsen, Bischof von Przemyśl
- 20. September: Nikolaus Plate von Jüterbog, Titularbischof von Constantia in Phoenicia und Zisterziensermönch
- 27. September: Gottfried Travelmann, Bürgermeister der Hansestadt Lübeck
- 2. Oktober: Faydit d’Aigrefeuille, Römisch-katholischer Bischof
- 1. November: Amadeus VII. der Rote Graf, Graf von Savoyen (* 1360)
- 14. November: Petrus von Narbonne, Heiliger der römisch-katholischen Kirche
- 14. November: Deodatus von Ruticinium, Heiliger der römisch-katholischen Kirche
- 14. November: Stephan von Cuneo, Heiliger der römisch-katholischen Kirche
- 14. November: Nikola Tavelić, kroatischer Franziskaner, Heiliger der katholischen Kirche (* um 1340)
- 21. Dezember: Engelbert III. von der Mark, Graf von Mark-Altena (* um 1333)

### Genaues Todesdatum unbekannt
- April: Robert de Namur, niederländischer Ritter und Adeliger, Burgherr von Beaufort-sur-Meuse, Renaix, Ballâtre und Chièvre (* 1323)
- zwischen 28. Mai und 16. Oktober: Eberhard I. von Eppstein, deutscher Adeliger (* um 1337)
- Juni: Bernardon de la Salle, französischer Söldnerführer in u. a. englischen und päpstlichen Diensten (* 1339)
- September: Jean Roger de Beaufort, Erzbischof von Auch und Erzbischof von Narbonne
- Acamapichtli, Herrscher von Tenochtitlán
- Barawa Gyeltshen Pelsang, Gelehrter der Oberen Drugpa-Tradition der Dagpo-Kagyü-Schulrichtung des tibetischen Buddhismus, Gründer der Barawa-Kagyü-Tradition (* 1310)
- Vicko von Geldersen, Kaufmann, Ratssendebote und Kämmerer in Hamburg
- Hans von Wedel-Schivelbein, Vogt der Neumark
- Nikolaus Hemeling, Bremer Ratsherr und Bürgermeister (* vor 1338)
- Israel Ibn al-Naqawa, jüdischer Gelehrter in Toledo
- Matthaios Asanes Kantakuzenos, Kaiser des Byzantinischen Reichs und Despot von Morea (* um 1325)
- Rudolf VII., Markgraf von Baden

### Gestorben um 1391
- Irene Palaiologina, Kaiserin des Byzantinischen Reichs und Despotin von Morea